# Elaenia
Elaenia là một chi chim trong họ Tyrannidae.

## Hình ảnh

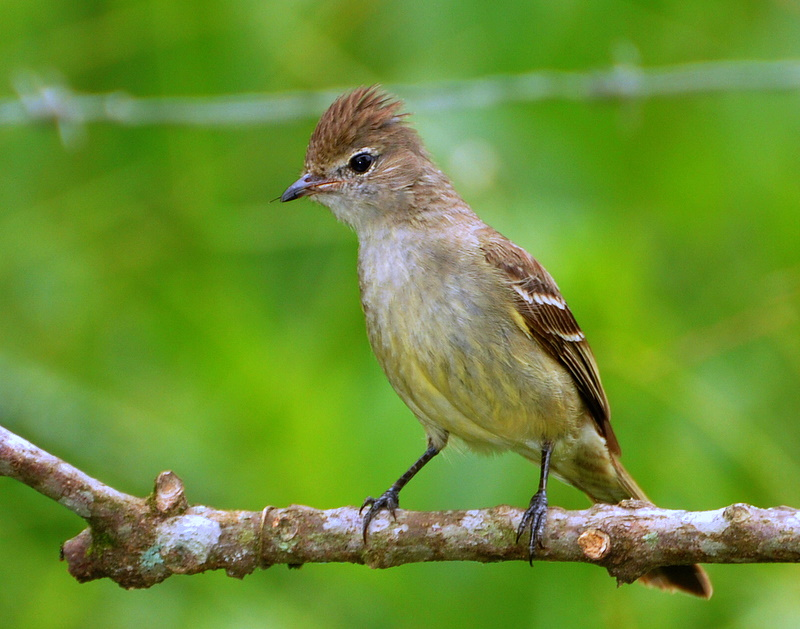
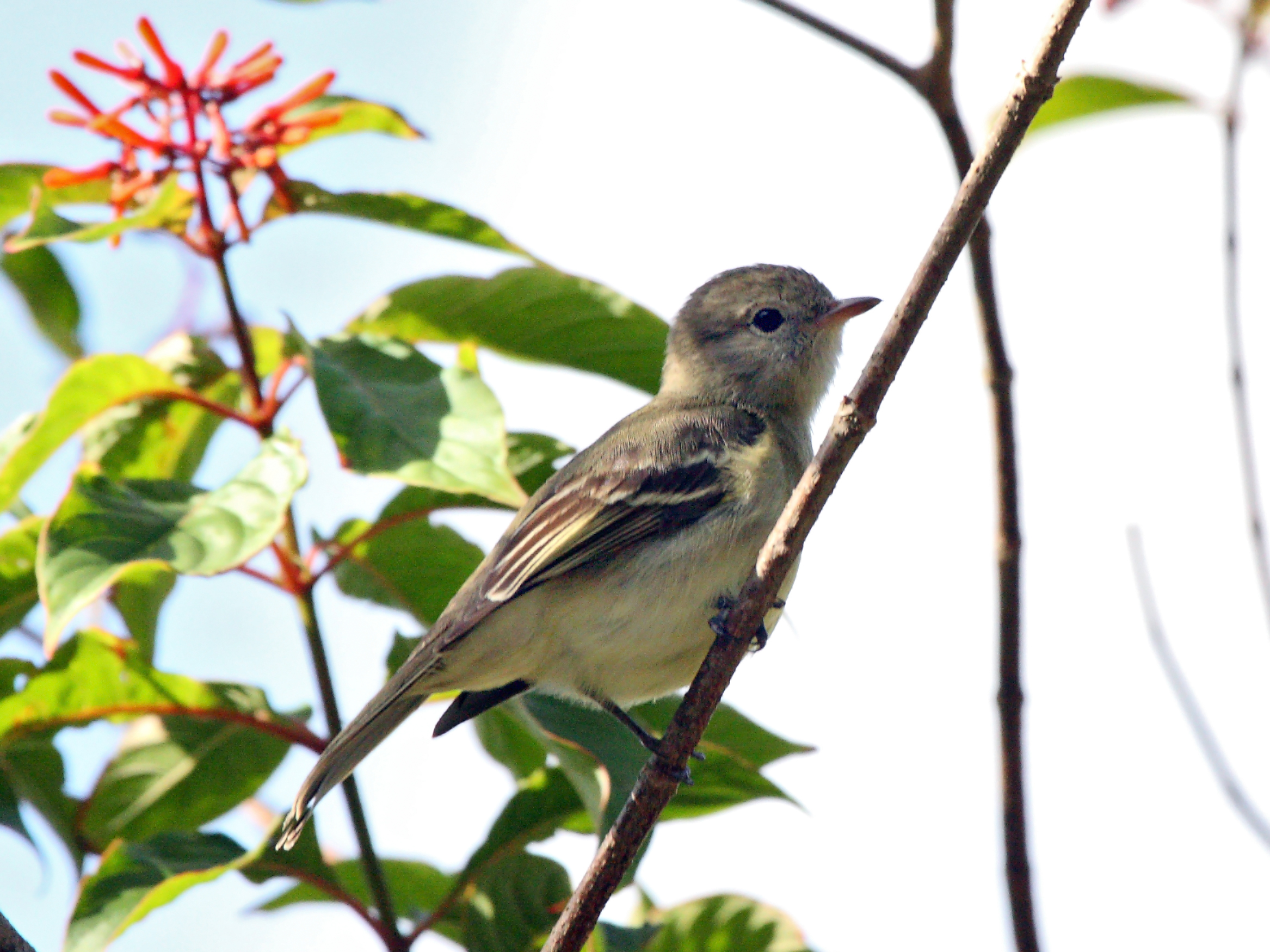
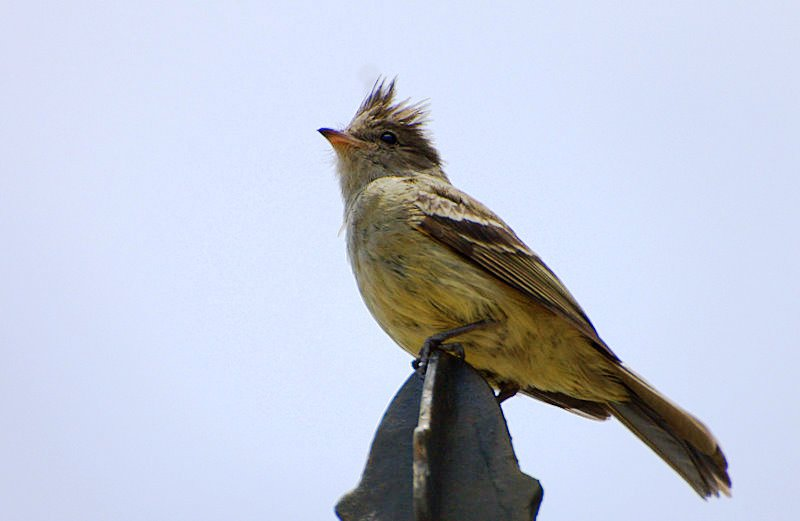
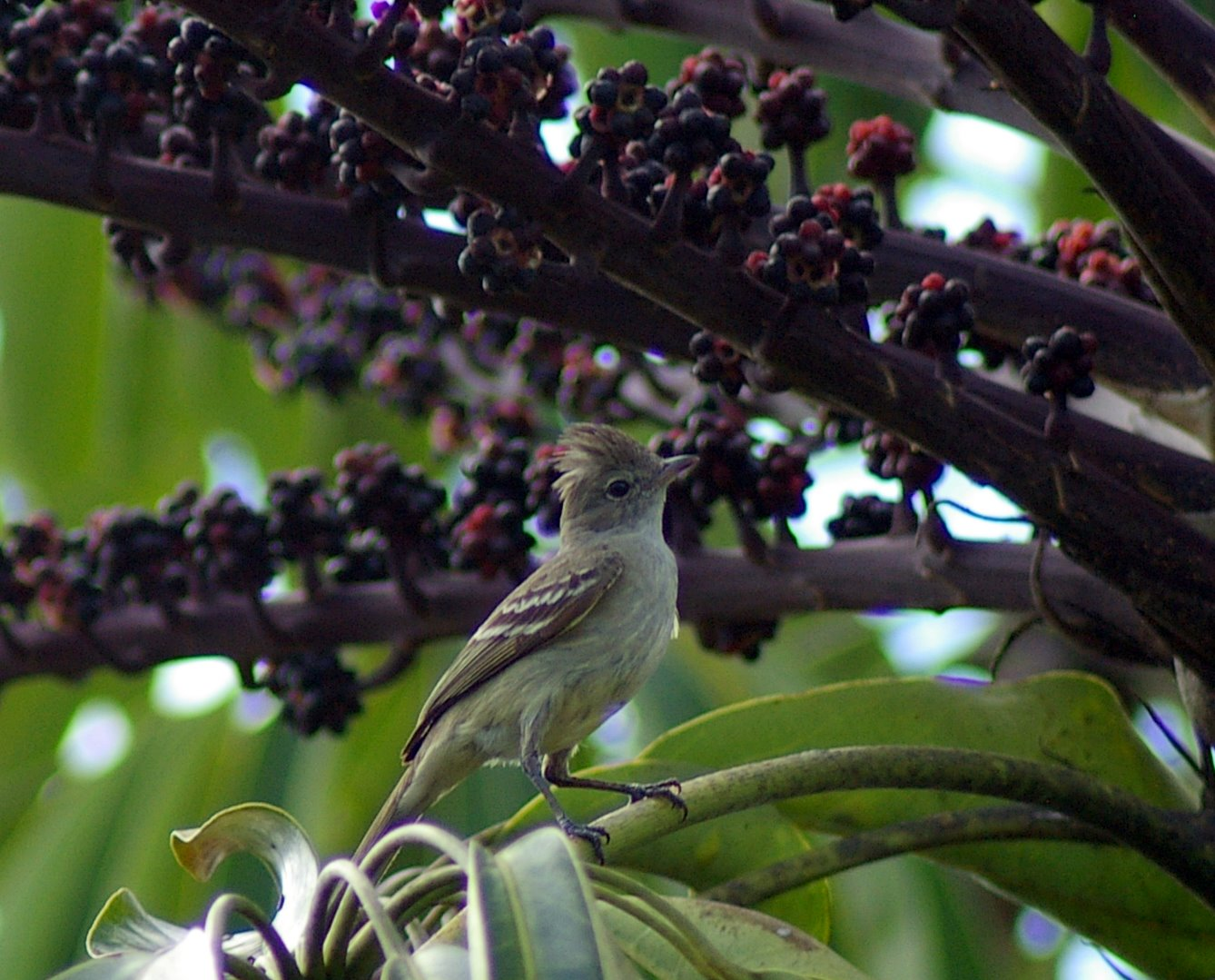

## Các loài
Chi này có các loài sau:
- Elaenia albiceps
- Elaenia brachyptera
- Elaenia chilensis
- Elaenia chiriquensis
- Elaenia cristata
- Elaenia dayi
- Elaenia fallax
- Elaenia flavogaster
- Elaenia frantzii
- Elaenia gigas
- Elaenia martinica
- Elaenia mesoleuca
- Elaenia obscura
- Elaenia olivina
- Elaenia pallatangae
- Elaenia parvirostris
- Elaenia pelzelni
- Elaenia ridleyana
- Elaenia ruficeps
- Elaenia spectabilis
- Elaenia strepera